# Телевидение Шибеника
Телевидение Шибеника (хорв. Televizija Šibenik) — хорватский региональный телеканал города Шибеник.
Вещание осуществляется в мультиплексе D на 29 дециметровом канале (частота 538 МГц), также телеканал может быть частично доступен в мультиплексе D72, куда входит Шибеник. В Хорватии в пакете провайдера MAX-TV телеканал стоит под №821.